# Albrecht von Hagen
Albrecht von Hagen, född 11 mars 1904 i Langen, död 8 augusti 1944 i Plötzenseefängelset, var en tysk jurist och militär; kapten. von Hagen dömdes till döden för delaktighet i 20 juli-attentatet mot Adolf Hitler 1944 och avrättades genom hängning i Plötzenseefängelset i Berlin.